# Templo Antiguo

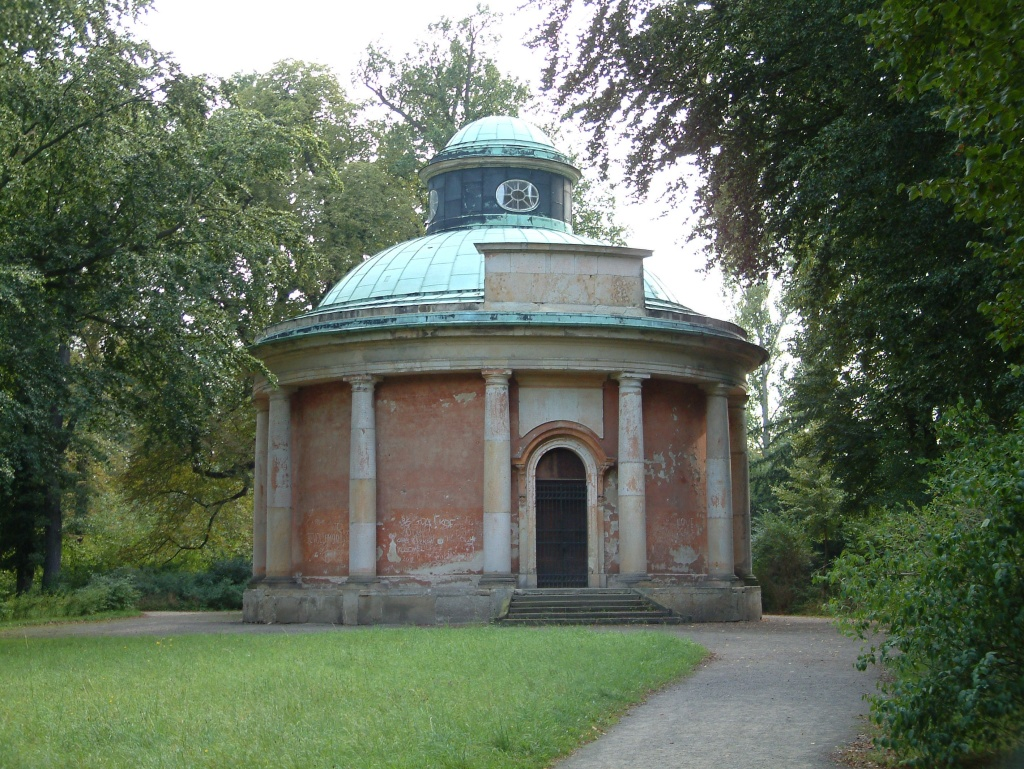
El Templo Antiguo en el Parque Sanssouci

El Templo Antiguo es un pequeño templo redondo situado en la parte oeste del parque Sanssouci de Potsdam. Federico el Grande mandó construir el edificio para albergar su colección de obras de arte clásicas, artefactos antiguos, monedas y gemas antiguas. Carl von Gontard creó el edificio en 1768/69 cerca del Palacio Nuevo al norte del Callejón Central, como complemento del Templo de la Amistad situado al sur del Callejón. Desde 1921, el Templo Antiguo se utiliza como mausoleo para los miembros de la Casa de Hohenzollern y no está abierto al público.

## Uso bajo Federico el Grande
El Templo Antiguo fue, al igual que la Pinacoteca de Sanssouci, concebido desde un principio como museo y en tiempos de Federico el Grande podía ser visitado previa notificación al castellano en el Palacio Nuevo. Junto a decenas de ornamentos antiguos, como urnas de mármol, figurillas de bronce, herramientas, pesas y cerámicas, se podía encontrar la llamada 'Familia de Lycomedes ', diez estatuas de mármol de tamaño natural sobre pedestales de mármol. Llegaron a Federico el Grande de la colección de arte del cardenal francés Melchior de Polignac. Cincuenta bustos de mármol, basalto y bronce descansaban sobre ménsulas, 31 de los cuales también procedían de la colección de Polignac; el resto eran de la hermana favorita de Federico, la princesa Guillermina, margravina de Brandeburgo-Bayreuth. En un anexo cuadrado al que solo se podía acceder abriendo una puerta desde el salón central redondo, se creó la Cámara de Monedas. Cuatro armarios de madera de cedro se llenaron con más de 9.200 monedas de oro, plata y bronce, alrededor de 4.370 gemas grabadas y camafeos, 48 relieves de mármol, terracota y bronce, y libros de la biblioteca arqueológica de Federico el Grande.

## Nuevo uso bajo Federico Guillermo III
Federico Guillermo III, que gobernó Prusia desde 1797, anunció en una Orden del Gabinete el 1 de septiembre de 1798:
"... para el progreso del estudio de las antigüedades y el arte... la colección de medallas y antigüedades del Templo Antiguo de Potsdam se unirá a las colecciones similares de Berlín y se confiará a la Academia de Ciencias. . ."
En consecuencia, la colección de monedas y gemas se colocó en la Cámara de antigüedades del Palacio de la ciudad de Berlín. En 1828 siguieron las esculturas y bustos que, tras ser restaurados en el taller del escultor Christian Daniel Rauch, encontraron su lugar en el Altes Museum de Lustgarten. El museo fue construido según el diseño del arquitecto Karl Friedrich Schinkel y se inauguró en 1830.
En junio de 1828, Federico Guillermo III hizo colocar la segunda versión de un féretro diseñado por Christian Daniel Rauch en el Templo Antiguo, ahora vacío. El famoso original del féretro yacía en el mausoleo del parque del palacio de Charlottenburg, en Berlín, que fue terminado para la reina Luisa, fallecida el 19 de julio de 1810. Hasta 1904 la copia permaneció en el Templo Antiguo, y llegó en la primavera de 1877 al Museo Hohenzollern, situado en el Palacio de Monbijou, que estaba abierto al público. El Palacio de Monbijou fue destruido durante la Segunda Guerra Mundial.

## Cambio de uso planificado bajo Guillermo  II

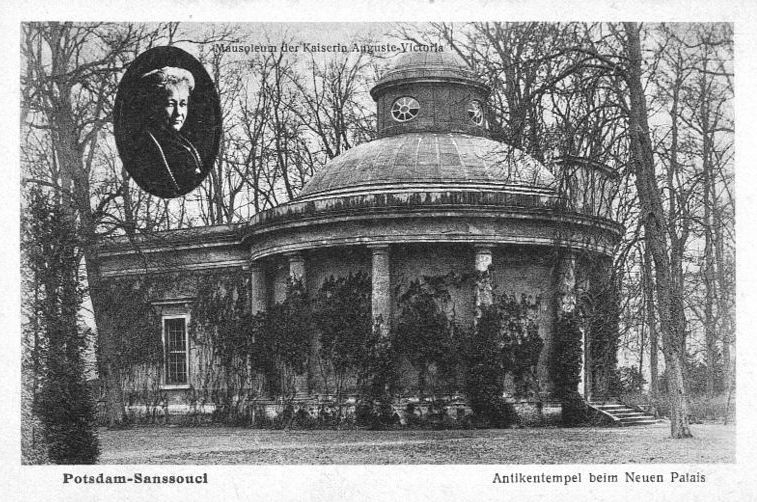
El Templo Antiguo después de 1921 con la imagen de la difunta emperatriz Augusta Victoria

Durante el reinado de Guillermo II, el último emperador alemán, se proyectó la utilización del Templo Antiguo como capilla de la corte. El arquitecto Ernst von Ihne elaboró varios diseños. El primero, de 1904/05, sugería una conversión al estilo del Alto Renacimiento italiano. Ocho años más tarde, en 1913, llegaron los planes de decoración interior clásica. Sin embargo, debido a otros proyectos de construcción y al estallido de la Primera Guerra Mundial, el proyecto nunca llegó a realizarse. Incluso una sugerencia de 1918, de acondicionar una tumba para los dirigentes imperiales, no llegó a materializarse. Sin embargo, el 19 de abril de 1921, la emperatriz Augusta Victoria fue enterrada en el Templo Antiguo, según sus deseos, y hasta la década de 1940 el Templo Antiguo se convirtió en el lugar de descanso final de otros miembros de la Casa de Hohenzollern.

## Uso como mausoleo
Cinco miembros de la Casa de Hohenzollern encontraron su última morada en el Templo Antiguo:
- Emperatriz Augusta Victoria (nacida el 22 de octubre de 1858; fallecida el 11 de abril de 1921). La primera esposa del emperador Guillermo II murió en el exilio en Huis Doorn, cerca de Utrecht en los Países Bajos, a raíz de una grave enfermedad. La casa fue desde 1920 el hogar del emperador alemán abdicado.
- Príncipe Joaquín de Prusia (nacido el 17 de diciembre de 1890; fallecido el 18 de julio de 1920). El hijo menor de Guillermo II murió un día después de un intento de suicidio con un revólver del ejército en el Hospital San José de Potsdam. El ataúd del príncipe estuvo inicialmente en la sacristía de la Iglesia de la Paz de Potsdam y fue trasladado al Templo Antiguo en 1931.
- Príncipe Guillermo de Prusia (nacido el 4 de julio de 1906; fallecido el 26 de mayo de 1940). El príncipe Guillermo era el hijo mayor del príncipe heredero Guillermo, príncipe heredero alemán y su esposa, la duquesa Cecilia de Mecklemburgo-Schwerin, así como nieto de Guillermo II. El príncipe participó en la invasión de Francia durante la Segunda Guerra Mundial. Fue herido durante los combates en Valenciennes y murió en un hospital de campaña en Nivelles .
- Príncipe Eitel Friederich de Prusia (nacido el 7 de julio de 1883; fallecido el 8 de diciembre de 1942). El segundo hijo mayor de Guillermo II murió en Ingenheim, su villa en Potsdam.
- Hermine Reuss, emperatriz alemana y reina de Prusia (título que ostentaba de forma fingida, ya que su marido había dejado de ser emperador alemán y rey de Prusia en noviembre de 1918), antes princesa viuda de Schönaich-Carolath, (nacida el 17 de diciembre de 1887; fallecida el 7 de agosto de 1947). La segunda esposa de Guillermo II murió repentinamente de un infarto en un pequeño apartamento en Frankfurt (Oder), donde estaba bajo fuerte vigilancia por parte de la fuerza de ocupación rusa. Aunque había pedido ser enterrada junto a su esposo en Doorn, fue trasladada al Templo Antiguo.

## Arquitectura

### Características exteriores
El edificio es un templo redondo cerrado sin adornos, rodeado por diez columnas toscanas, que forman una tumba de colmena. El diámetro interior del edificio (la rotonda) tiene unos dieciséis metros de longitud. El anexo cuadrado de la parte posterior del edificio mide 9,4 metros × 9,4 metros, y está presidido por tres ventanas. El techo arqueado está coronado por una cúpula, desde la que cuatro aberturas de ventanas ovaladas en diagonal admiten la luz en la cámara central. Se accede al edificio por una única entrada: una puerta redonda de cuatro metros de altura situada en la cabecera de una escalera. Un hastial oblongo sobre la cornisa acentúa la fachada del edificio.

### Decoración  interior
Las superficies de las paredes de la rotonda están decoradas con mármol gris de Silesia. Las grandes esculturas y vasijas se sitúan sobre un banco de madera que aún recorre el edificio. Encima de ellos hay bustos antiguos, que se apoyan en cincuenta ménsulas en tres niveles. Un relieve en mármol del emperador Trajano sobre su caballo, enmarcado en oro, también decora aún hoy la zona de la pared sobre la puerta de entrada. Una pintura descolorida en el interior de la cúpula muestra genios en las nubes que sostienen una guirnalda de flores. Las superficies del anexo, al que se accede desde la rotonda a través de una puerta redonda, están revestidas de madera.